# Хелига-Лёевы, Мария
Мария Хелига-Лёевы (пол. Marya Chéliga-Loevy), более известная под псевдонимом Мария Шелига (пол. Maria Szeliga; 1854 — 2 января 1927) — польская писательница, драматург, феминистка и пацифистка. Большую часть жизни прожила во Франции.

## Биография
Мария Хелига-Лёевы родилась в 1854 году в семье зажиточных землевладельцев в деревне Ясенец-Солецки в Польше, тогда ещё входившей в состав Российской империи. Она получила хорошее домашнее образование: сначала её обучал местный священник, затем девушка находилась на попечении гувернанток. В возрасте шестнадцати лет она покинула родной дом и отправилась в Варшаву, где начала публиковаться в ведущих журналах на польском языке. В 1873 году вышли два её романа, «Dla ideału» («Для идеала») и «W przeddzień» («Накануне»). Вдохновлённая идеей эмансипации женщин, Мария описывала внутренний конфликт девушки, борющейся против двойных стандартов, царящих в обществе, и стремящейся в конце концов добиться независимости. Тогда же вышел её сборник стихотворений «Pieśni i piosenki».
В 1875 году Мария Шелига путешествовала по Европе. В частности, она посетила Прагу, Мюнхен, Верону, Падую, Рим и Неаполь. Заметки из своих странствий она опубликовала в популярном женском журнале «Tygodnik Mód i Powieści». В 1876 году девушка вернулась в Польшу и вместе со своей мамой переехала в Варшаву. В сентябре она вышла замуж за издателя Станислава Яна Чарновского, но буквально через несколько недель их союз раскололся, и пара начала готовить бракоразводный процесс.

## Избранная библиография
- сборник стихотворений «Pieśni i piosenki» (1873)
- роман «Hrabina Elodia» (1873)
- роман «Nic nowego pod słońcem» (1876)
- комедия «Córka elegantki» (1877)
- роман «Szczeście Walusia» (1878)
- роман «Nataniela» (1878)
- роман «Na przebój» (1889)